# 陈平福案
陈平福涉嫌煽动颠覆国家政权案是指2012年发生在中华人民共和国甘肃省兰州市皋兰县的一起已撤诉刑事案件。皋兰县退休教师陈平福因在网络发表和转发多篇文章，被皋兰县公安局以涉嫌煽动颠覆国家政权罪监视居住，因陈平福患有严重心脏病而未收押入狱，2012年9月4日，甘肃省兰州市中级人民法院审查该案件，2012年12月14日，兰州市中级人民法院准许检察机关撤回对陈平福的起诉，该案终结。

## 当事人
陈平福（1957年3月1日—），出生于甘肃省平凉市崆峒区四十里铺镇，大学本科生，曾在国有企业子弟学校执教，是数学教师，因企业破产而下岗，以在街头拉小提琴卖艺为生，后遭到保安、公安、城管、救助站的驱逐，以“影响市容”的原因禁止其在街头卖艺，2011年，陈平福到云南省的一个朋友那谋职，因发表和转载文章被皋兰县人民政府跨省遣返。陈平福曾去信访办上访，但是被工作人员轰走。

## 罪证
陈平福发表和转载的文章：
- 《向埃及人民学习，我们不想再忍受花言巧语的愚弄》[3][4]
- 《不当奴化教育的帮凶》[3][4]
- 《中国特色——领导创造思想》[3][4]
- 《抗拒民主和法制，全民族都是输家》[3][4]
- 《我在自己的祖国被自己的仆人欺负》[3][4]
- 《企图阻挡民主潮流，就是抗拒上帝的旨意》[5]
- 《不屈的灵魂永远无法被征服》[5]
- 《十天内从大西北到大西南打工挣钱又被迫遣返回原地一场噩梦》[5]

## 事件
2007年起，陈平福注册了网易、百度、搜狐、新浪、天涯等大型网站的博客和微博，用儿子的电脑在网络发表和转载文章，批评当局，一直到2012年3月。
2012年6月27日，陈平福被皋兰县公安局以涉嫌煽动颠覆国家政权罪监视居住。
8月14日，兰州市人民检察院向甘肃省兰州市中级人民法院提起公诉，指控陈平福煽动颠覆国家政权，罪证是他发表和转载的34篇文章。
9月4日，兰州市中级人民法院开庭审理，陈平福的辩护律师是甘肃荣庆律师事务所何辉新律师，由于罪名重大等原因而延期，获得甘肃省高级人民法院的准许。
9月12日，网络作家李化平探视陈平福，陈平福对李化平说：“没有网友的关注，他的处境会更糟。”
9月28日，海内外各界人士艾晓明、王书瑶、朱毅、王荔蕻、葛洵等发起联署签名，要求当局释放陈平福。
10月24日和11月22日，兰州市检察院两人申请延期审判该案，12月13日，兰州市检察院取消起诉书，该案终结。

## 类似案件
- 灵宝帖案
- 孟州书案
- 彭水诗案
- 任建宇劳教案